# Верболозы
Верболозы (укр. Верболози) — село на Украине, находится в Казатинском районе Винницкой области.
Код КОАТУУ — 0521480809. Население по переписи 2001 года составляет 459 человек. Почтовый индекс — 22125. Телефонный код — 4342.
Занимает площадь 1,43 км².
В селе действует храм Архистратига Божьего Михаила Казатинского благочиния Винницкой епархии Украинской православной церкви.

## Адрес местного совета
22125, Винницкая область, Казатинский р-н, с.Вернигородок, ул.Ленина, 51а